# Bryoandersonia
Bryoandersonia là một chi rêu trong họ Brachytheciaceae.